# 行政院物资供应局
行政院物资供应局是1946年3月至1950年行政院物资供应委员会的办事机关。掌理各机关物资供应之审核、调整及分配事宜，对驻在国外之物资供应机构有指挥监督之权。主管日本赔偿物资、美国剩余物资、善后救济物资、与各国易货所得物资、向国外借款所购物资及由政府在国内订购之大批物资。

## 历史
1946年3月成立行政院物资供应委员会。行政院院长宋子文兼任委员会主席。国防、交通、粮食、农林、经济、卫生、水利各部及资源委员会、行政院秘书处各派副首长1人兼任委员，中央银行总裁、物资供应局局长也兼任委员。1947年4月，物资供应委员会改设主任委员（财政部部长兼）、副主任委员（国防部副部长兼）。设秘书长1人兼任物资供应局局长，掌理物资需要之汇编整理I物资的取得、分配及保管、运输等事项。局机关驻上海九江路89号，下属有大小仓库20多个。内战爆发后，物资供应局任务以采购军火为主，成为国民政府重要军事物资机构。
- 局长江杓[3]
  - 秘书陈宝森
- 副局长周自新奉派去冲绳岛接收美军太平洋各岛的剩余物资，兼任冲绳岛整储处少将衔处长。[4]
- 秘书处
- 需要处
- 分配处
- 储转处
- 料帐处
- 中国驻美物资供应委员会：1941年成立。掌理在美洽订贷款并自办一切器材之购运等事宜。
- 各地仓库存品检查整理委员会
- 清理组
- 行政院物资供应局青岛办事处
- 行政院物资供应局华西办事处

1949年5月上海解放后，行政院物资供应局被军事接管，演变为现上海物资（集团）总公司。